# NGC 6106
NGC 6106 (również PGC 57799 lub UGC 10328) – galaktyka spiralna (Sc), znajdująca się w gwiazdozbiorze Herkulesa. Odkrył ją William Herschel 13 kwietnia 1784 roku.